# Johann Caspar Santoroc
Johann Caspar Santoroc (eigentlich Johann Kaspar Sandrock, auch Johannes Casparus Santoroccius; Rufname: Caspar; * 16. April 1682 in Kassel; † 29. Mai 1745 in Marburg) war ein deutscher Klassischer Philologe, Archäologe, Philosoph und Hochschullehrer.

## Leben
Santoroc war Sohn eines Hofhospitalvogts in Kassel. Er besuchte das Pädagogium Kassel und das Gymnasiums in Hersfeld. Daran anschließend folgte ein Studium der Theologie und Philosophie an der Universität Rinteln. 1704 kam er an das Bremer Gymnasium illustre, an dem er sich in Mathematik, Philosophie und Theologie weiterbildete. In dieser Zeit wirkte er auch als dritter Prediger an der Stephanskirche. Er ging am 13. März 1707 als Schiffsprediger an Bord der Bremer Roland, auf eine Fahrt nach England. Als er Anfang 1708 zurückgekehrt war, erhielt er eine Anstellung Lehrer am Gymnasium illustre. In dieser Zeit lehnte er mehrere Rufe ab, unter anderem als Rektor nach Königsberg.
Santoroc folgte zum 19. Juni 1710 einem Ruf als ordentlicher Professor der griechischen und lateinischen Altertümer an die Universität Marburg. Zugleich erhielt er das Amt des Pädagogiarchen des Pädagogiums Marburg. Zum 9. Juni 1713 wurde ihm zusätzlich die Professur der Dichtkunst übertragen. Zuletzt erhielt er zum 17. Februar 1730 den Lehrstuhl der Logik und Metaphysik unter Beibehaltung der Professur der Dichtkunst, aber unter Verzicht auf die Professur der griechischen und lateinischen Altertümer. 1717 und 1721 schlug er jeweils Rufe auf das Rektorat des Joachimsthalschen Gymnasium aus.
Santoroc war 1712, 1717, 1723, 1738, 1744 Dekan der Philosophischen Fakultät sowie 1736 Prorektor der Universität.

## Schriften (Auswahl)
- Disp. qua Acta S. Apostolorum ex scriptoribus antiquis, maxime patribus ecclesiasticis et auctoribus classicis profanis graeco-romanis illustrantur, 12 Disputationen, Marburg 1712–1719.
- Universale antiquitatum Romanarum breviarium absolutius, Frankfurt am Main 1713.
- Kurze Anfangsgründe der Geographie, zum Gebrauch des Paedagogei zu Marburg, Marburg 1724.
- Jubilaei acad. Marburgensis secundi indictio, Marburg 1727.